# Tranvia Pisa-Pontedera/Calci
La tranvia Pisa-Pontedera/Calci, inaugurata nel 1884 (la diramazione per Calci risaliva al 1887), rappresentò per decenni il principale strumento di collegamento e sviluppo economico della piana pisana.
Tale impianto, che ospitò veicoli ferrotranviari di tipo eterogeneo e si avvaleva di interessanti impianti di interscambio per le merci, fu dismesso negli anni cinquanta del ventesimo secolo.

## Storia

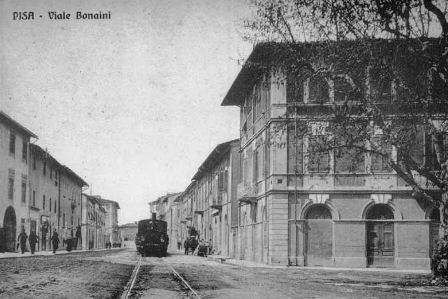
Classica cartolina d'epoca con un tram per Pontedera in viale Bonaini

Sulla base di due studi promossi rispettivamente dal comune di Calci e dalla provincia di Pisa, il 17 settembre 1881 fu stipulata una convenzione con la Banca U. Geisser e Compagnia e l'ing. Francesco Benedetto Rognetta per la costruzione e l'esercizio di una linea tranviaria da Pisa a Pontedera e di una eventuale diramazione da Navacchio a Calci, quest'ultima, progettata con caratteristiche ferroviarie. L'atto aveva una durata di 77 anni.
I lavori di costruzione della Pisa-Pontedera procedettero speditamente e il servizio pubblico fu avviato il 18 settembre 1884. L'esercizio era affidato alla Società Italiana per le Ferrovie Economiche e Tramvie a Vapore della Provincia di Pisa (PPC) il cui presidente era lo stesso ing. Rognetta.
La costruzione della diramazione verso Calci, per la quale si optò per la soluzione tranviaria, fu autorizzata con decreto ministeriale 17 maggio 1883 ma a causa delle difficoltà connesse con la costruzione del ponte sull'Arno fra Zambra e Caprona, l'apertura di tale tronco avvenne solo il 25 agosto 1887.

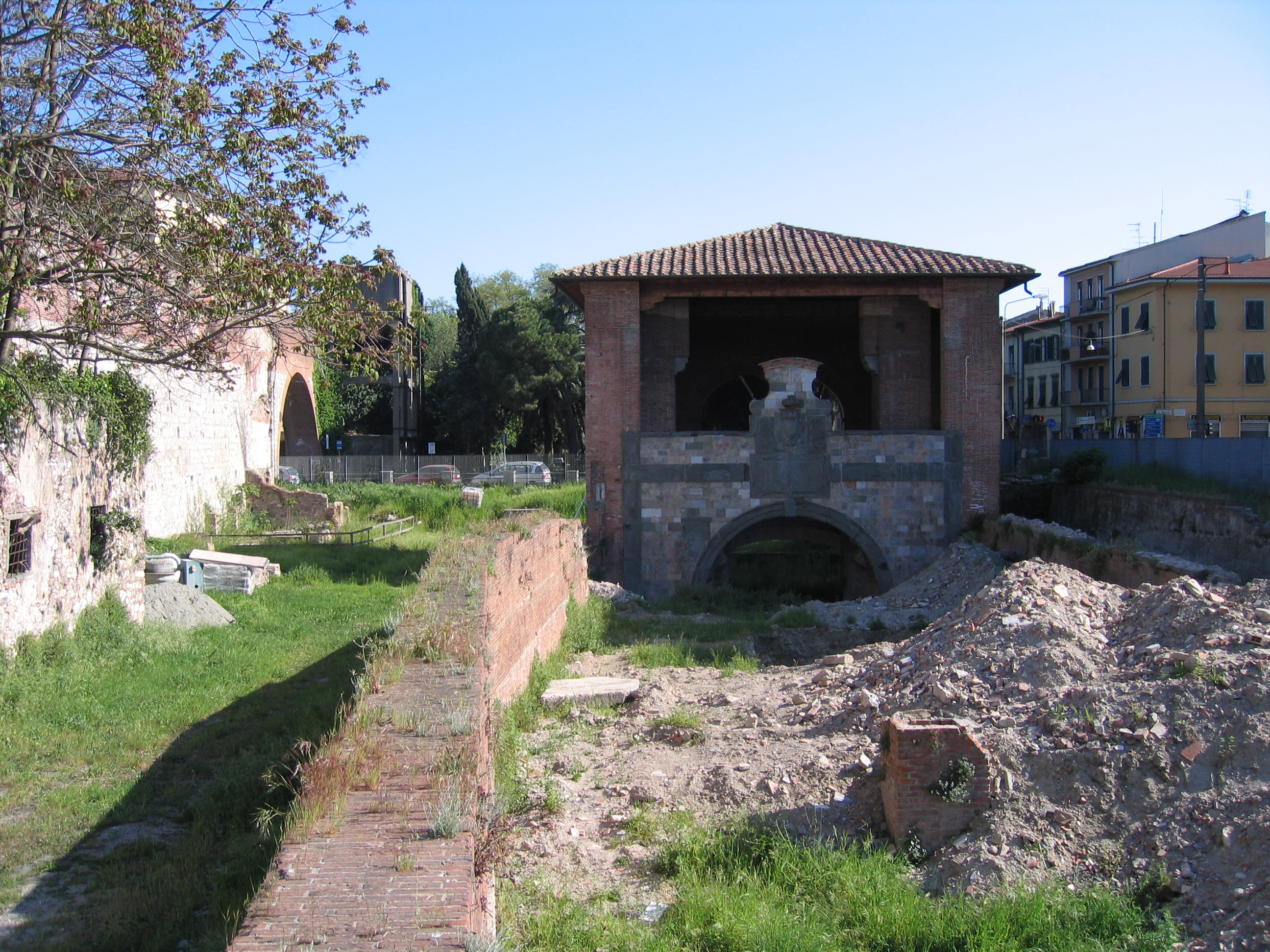
L'area dove sorgeva l'antico scalo del Sale

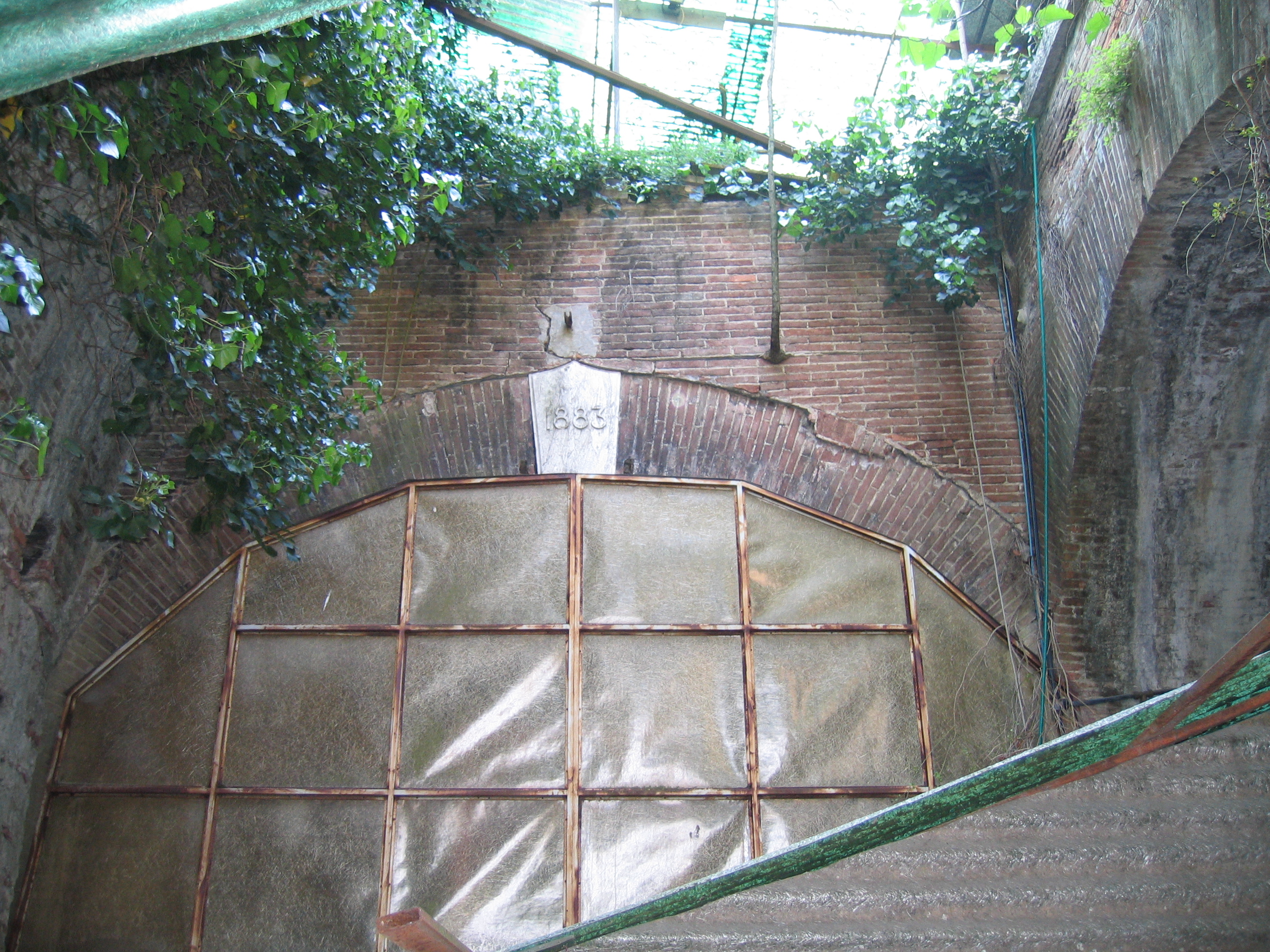
Galleria tranviaria che conduceva allo scalo del Sale

Il traffico passeggeri sull'impianto si attestò subito su buoni livelli, grazie alla frequenza delle fermate in grado di servire il territorio in maniera più capillare rispetto alle 3 stazioni presenti sulla parallela ferrovia Leopolda. Ugualmente intenso era il traffico delle merci, originato prevalentemente dagli opifici presenti nella zona di Pontedera e dalle cave di Caprona. I materiali erano per lo più destinati a Navacchio, dove era presente un raccordo con lo scalo merci ferroviario, e a Pisa, dove era presente un nodo di interscambio con il canale dei Navicelli per le merci dirette a Livorno.

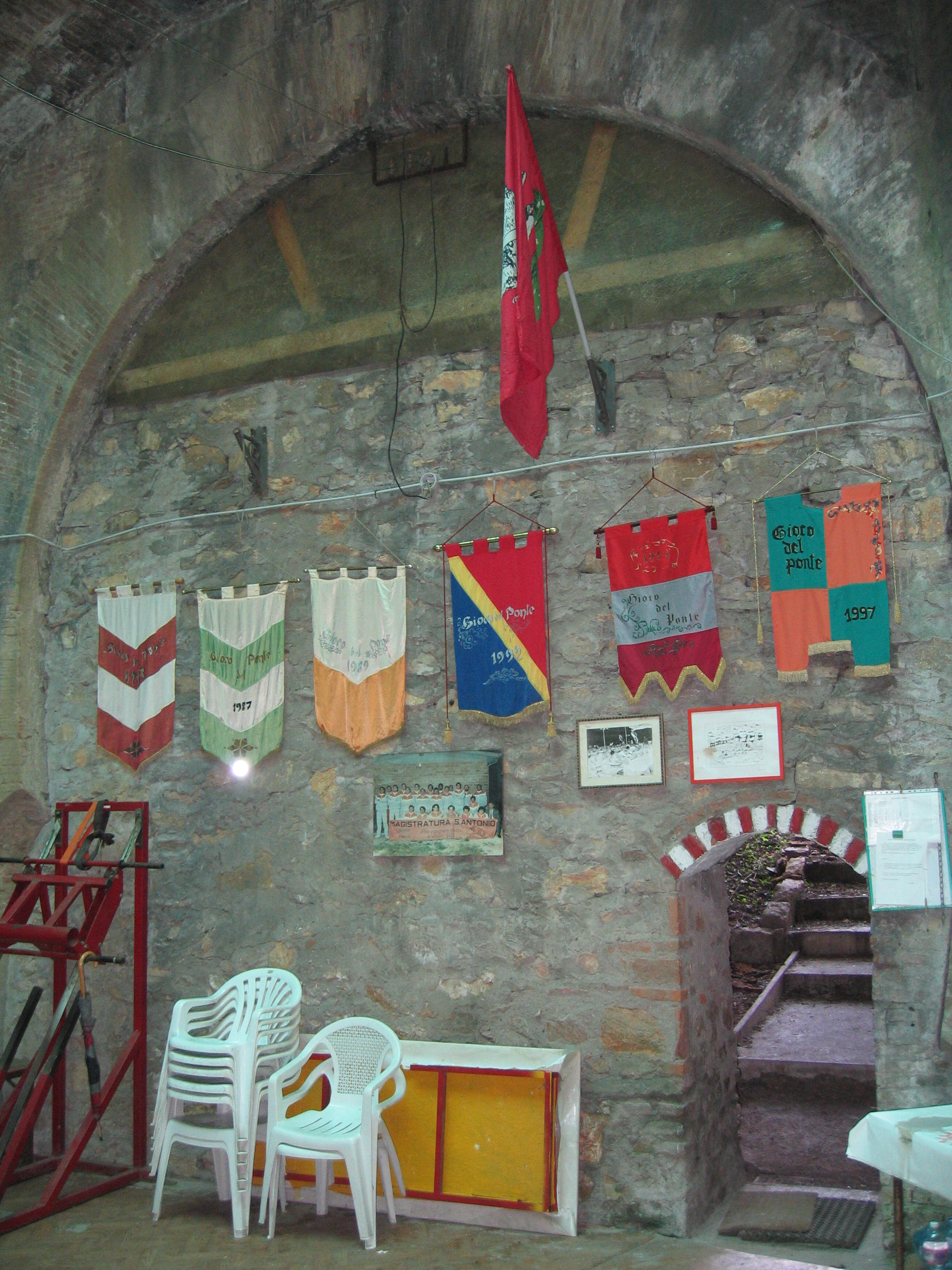
Interno del bastione Stampace, nell'area che ospitava la piattaforma per la giratura dei carri

Nel 1909, considerato l'aumento del traffico riscontrato, la PPC istituì un servizio di treni merci in sostituzione degli originari misti, consentendo di aumentare la velocità dei treni viaggiatori, non più penalizzati dalla necessità di manovrare i carri, a 30 km, con una percorrenza complessiva di 75 minuti (65 minuti per la coppia di "accelerati" che saltavano alcune fermate). Contestualmente, il numero di carrozze disponibili fu aumentato di 4 unità.
Abbandonati i progetti di elettrificazione a causa degli elevati costi che questa avrebbero comportato e delle condizioni economiche peggiorate dopo la prima guerra mondiale, fra il 1924 ed il 1925 fu sperimentata sulla Pisa-Pontedera una locomotiva Diesel elettrica dotata di motore Daimler-Benz, progettata appositamente per le linee secondarie dimostrò tuttavia scarsi risultati a causa della tecnologia ancora arretrata dell'epoca.
Il 1932 fu un anno di profondi cambiamenti: la tranvia per Marina di Pisa fu soppressa e sostituita con la nuova ferrovia elettrica per Calambrone, già in corso di prolungamento fino a Livorno. Contestualmente la PPC assunse il nuovo nome di Società Trazione E Ferrovie Elettriche Toscane (STEFET).
Il traffico sulla tranvia, pur mantenendosi discreto grazie anche all'avvento di nuovo materiale a trazione termica, non consentì tuttavia col passare degli anni di raggiungere risultati di bilancio soddisfacenti, situazione che portò la STEFET a richiedere l'ammissione al concordato preventivo. Il sostegno economico di alcuni imprenditori legati alla società Ferrovie Torino Nord consentì di accedere a nuovi capitali e alla ricostituzione del capitale dell'azienda, che il 17 novembre 1936 mutò nuovamente ragione sociale in Società Anonima Imprese e Trasporti (SAIET).
Le devastazioni della seconda guerra mondiale non risparmiarono la tranvia, che nel 1944 vide la stazione di Pontedera devastata da un bombardamento. Anche a Pisa la totalità dei fabbricati risultava distrutta. Il tratto Pisa - Cascina fu il primo ad essere riaperto, il 5 aprile 1945, con l'impiego della locomotiva Camilla del Lante alla trazione di due carrozze. A causa dei danni subiti al ponte di Zambra, si decise tuttavia di non riattivare la diramazione per Calci.
Il 15 settembre 1949 l'amministrazione provinciale comunicò alla SAIET l'intenzione di riscattare linea ed impianti: l'anno successivo la stessa, attraverso la propria Azienda Trasporti Interprovinciali Pisa (ATIP), subentrò dunque nell'esercizio della Pisa-Pontedera, che venne gradualmente ridotto in favore dei servizi di autocorse nel frattempo istituiti e cessò definitivamente nel 1953.
Nel 1994, in occasione dell'inaugurazione della nuova sede dell'APT di Pisa, con la collaborazione dell'associazione Museo nazionale dei trasporti della Spezia fu organizzata presso l'ex stazione ACIT una mostra dal titolo Il lungo viaggio, una cui sezione era dedicata al soppresso asse di collegamento su ferro Livorno-Pisa-Pontedera.

## Caratteristiche
L'intera linea, a binario unico e lunga 20,46 km, si svolgeva lungo la citata arteria in seguito classificata strada statale 67 Tosco-Romagnola. La diramazione per Calci era lunga in totale 5,62 km (più 2 km per Uliveto Terme). Lo sviluppo era prevalentemente pianeggiante, con livellette massime del 6 per mille, e i raggi di curvatura che non scendevano sotto i 100 m. Con una velocità massima di 30 km/h, il tempo di percorrenza medio della linea si attestava intorno ai 93 minuti.
Lo scartamento adottato era quello classico per le tranvie dell'epoca di 1445 mm. L'armamento originario era costituito da rotaie Vignoles da 21 kg/m, in seguito sostituite sull'estesa Pisa-Cascina di 13,5 km con altre da 25,4 kg/m; il restante tratto fino a Pontedera fu invece riarmato successivamente con rotaie da 27,3 kg/m. Per i tratti di attraversamento dei numerosi centri abitati che si incontravano lungo la linea erano invece utilizzate rotaie a gola Phoenix.
Anche sulla tratta di diramazione per Calci le originarie rotaie da 21 kg/m furono sostituite, nel 1938, con un più pesante armamento da 27,3 kg/m.
Il servizio era gestito mediante comunicazioni telegrafiche, e si avvaleva di dispositivi di segnalamento a disco a protezione delle stazioni. Ciascuna di esse disponeva di un fabbricato viaggiatori con annessa sala d'aspetto ed alloggio per il capostazione. Lungo la linea erano inoltre presenti le classiche case cantoniere assegnate al personale di manutenzione.
La stazione principale, quella di Pisa, era dotata di tutti gli impianti necessari al ricovero, la manutenzione ed il rifornimento delle locomotive, oltre che del fabbricato che ospitava la direzione di esercizio.

### Percorso
|  |  |  | Continuation backward |

|  |  | Unknown route-map component "uexKBHFa" | Station on track |  |

|  | Unknown route-map component "exCONTgq" | Unknown route-map component "uexmKRZ" | Unknown route-map component "eABZgr" |  |

|  |  | Unknown route-map component "uexHST" | Straight track |  |

|  |  | Unknown route-map component "uexHST" | Straight track |  |

|  |  | Unknown route-map component "uexHST" | Straight track |  |

|  |  | Unknown route-map component "uexHST" | Straight track |  |

|  |  | Unknown route-map component "uexBHF" | Straight track |  |

|  |  | Unknown route-map component "uexHST" | Straight track |  |

| Unknown route-map component "uexKBHFa" |  | Unused straight waterway | Straight track |  |

| Unknown route-map component "uexBHF" |  | Unused straight waterway | Straight track |  |

| Unknown route-map component "uexABZgl" | Unknown route-map component "uexKBSTeq" | Unused straight waterway | Straight track |  |

| Unknown route-map component "uexWBRÜCKE1" |  | Unused straight waterway | Straight track |  |

| Unknown route-map component "uexHST" |  | Unused straight waterway | Straight track |  |

| Unused straight waterway |  | Unknown route-map component "uexABZgl" | Unknown route-map component "emABZg+r" |  |

| Unused straight waterway |  | Unused straight waterway | Station on track |  |

| Unknown route-map component "uexSTRl" | Unused transverse waterway | Unknown route-map component "uexABZg+r" | Straight track |  |

|  |  | Unknown route-map component "uexBHF" | Straight track |  |

|  |  | Unknown route-map component "uexHST" | Straight track |  |

|  |  | Unknown route-map component "uexHST" | Straight track |  |

|  |  | Unknown route-map component "uexHST" | Straight track |  |

|  |  | Unknown route-map component "uexHST" | Straight track |  |

|  |  | Unused straight waterway | Junction both to and from left | Unknown route-map component "CONTfq" |

|  |  | Unused straight waterway | Station on track |  |

|  | Unknown route-map component "exKBHFa" | Unknown route-map component "uexBHF" | Straight track |  |

|  | Unknown route-map component "exmABZgl" | Unknown route-map component "uexABZg+r" | Junction both to and from left | Unknown route-map component "CONTfq" |

|  | Unknown route-map component "exSTR" | Unknown route-map component "uexDST" | Straight track |  |

|  | Unknown route-map component "exSTR" | Unknown route-map component "uexTUNNEL2" | Straight track |  |

| Unknown route-map component "uexKDSTaq" | Unknown route-map component "exmKRZt" | Unknown route-map component "uexABZgr" | Straight track |  |

|  | Unknown route-map component "exSTR" | Unknown route-map component "uexSTRl" | Unknown route-map component "emKRZu" | Unknown route-map component "uexCONTfq" |

|  | Unknown route-map component "exCONTf" |  | Continuation forward |  |

#### Da Pisa a Pontedera

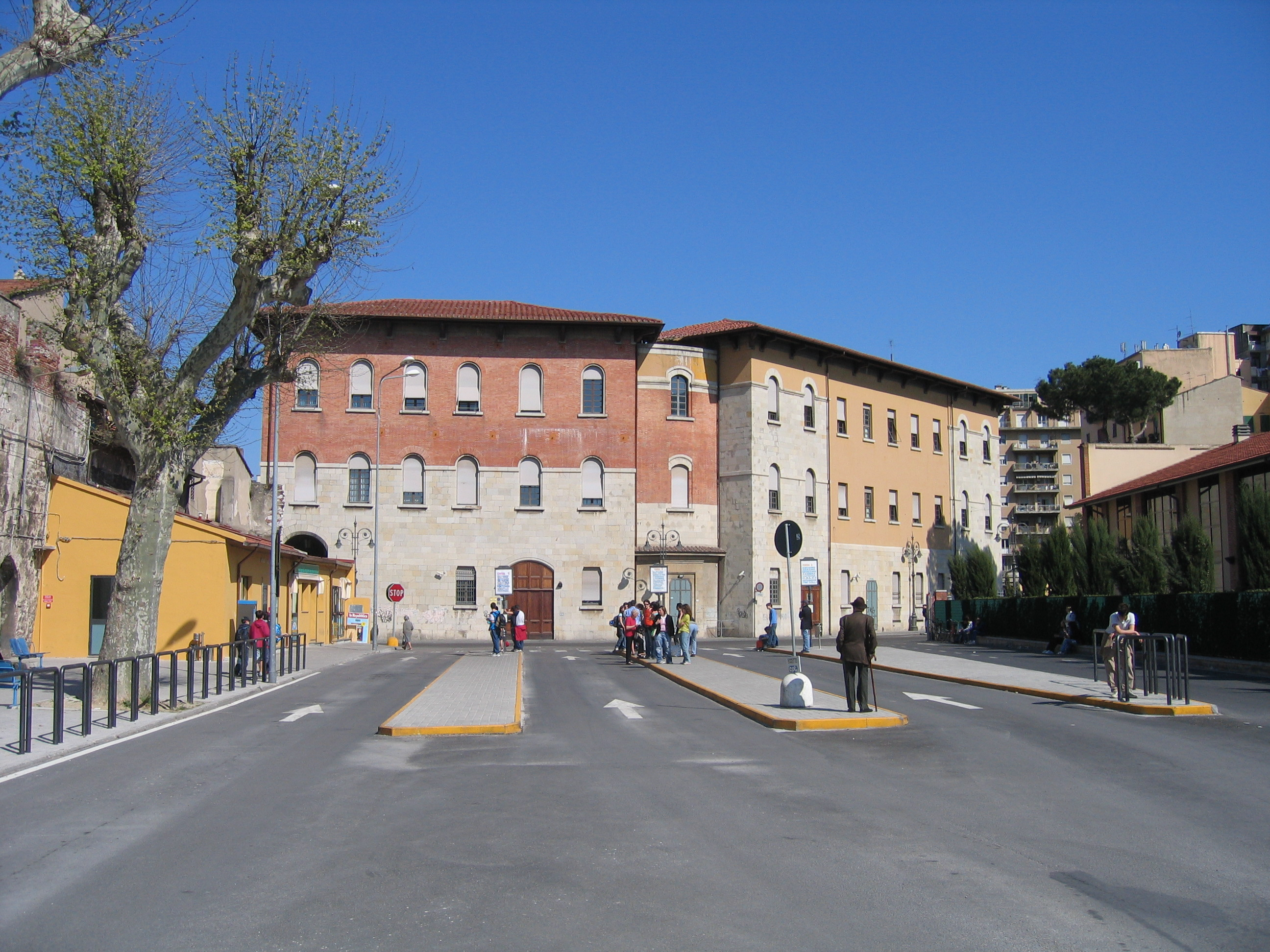
L'area dove sorgeva la stazione di Pisa

A Pisa il capolinea era ubicato nelle adiacenze dell'attuale via Cesare Battisti in un'area immediatamente all'esterno delle mura (ex capolinea CTT Nord) non distante dal deposito-officina della rete tranviaria di Pisa; da qui si diramava un raccordo che, raggiunto il bastione Stampace, penetrava all'interno di quest'ultimo tramite un breve tratto di galleria. Tale manufatto conduceva i veicoli in una tina che ospitava la piattaforma girevole grazie alla quale i carri, girati di 90 gradi, imboccavano il fascio di 3 binari che sorgeva nelle adiacenze dei cosiddetti scali del Sale, lungo il canale dei Navicelli.
Imboccato il viale Bonaini, i tram lambivano la stazione Leopolda per poi immettersi lungo la via Fiorentina. Ancora oggi il toponimo di una delle strade della zona, via della Vecchia Tranvia, ricorda il passaggio del tram.
Lasciata alle spalle Pisa, i convogli tranviari incontravano successivamente gli abitati di Oratoio, Riglione, Navacchio, San Benedetto e Fornacette, serviti da stazioni dotate di un binario di raddoppio lungo 80 m. Per il servizio merci erano attivi un binario tronco con relativo piano caricatore a Riglione e San Benedetto, nonché un raccordo con lo scalo ferroviario di Navacchio. Quest'ultimo era raggiunto dai carri in servizio cumulativo attraverso un binario lungo 200 m che si insinuava fra due gruppi di case e che era possibile impegnare per mezzo delle classiche piattaforme girevoli in uso all'epoca. L'impianto tranviario era completato da un secondo binario di raddoppio, un fascio di ricovero e sosta ed un rifornitore d'acqua.
A Pontedera, il capolinea risultava piuttosto spartano ed era rappresentato da un tronco in piazza Cavour, preceduto da una piattaforma girevole che immetteva su due brevi tronchi trasversali per le manovre di attestamento della locomotiva in testa ai treni di ritorno a Pisa. Quest'ultima sistemazione fu in seguito superata con la realizzazione di una stazione vera e propria, che sorgeva in corrispondenza dell'attuale stazione FS.
Proprio da quest'ultima stazione aveva origine la ferrovia per Lucca, attivata nel 1928, che dopo poche centinaia di metri, intersecava la tranvia con un attraversamento a raso.

#### Da Navacchio a Calci

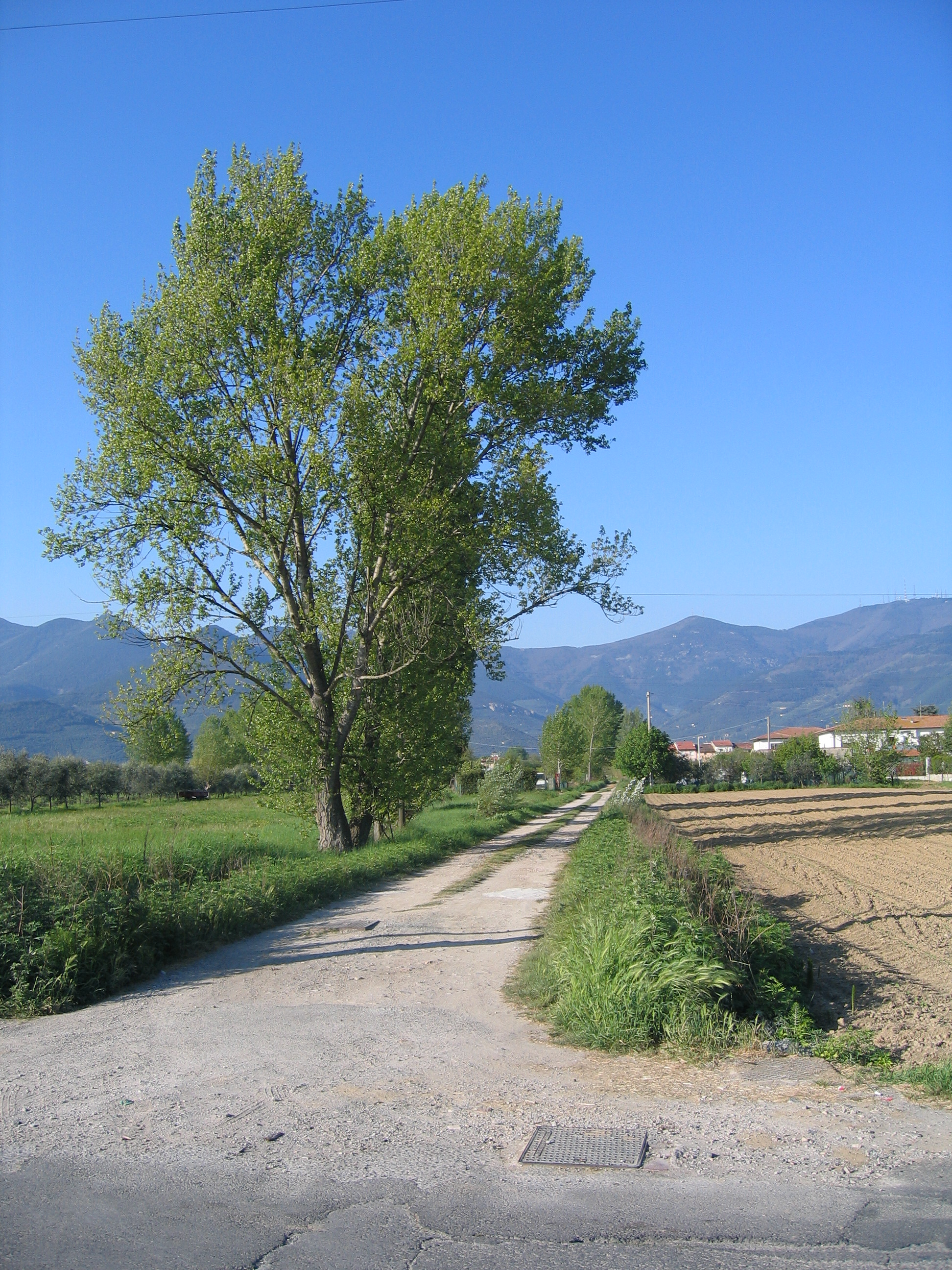
Il tracciato, ancora esistente, della Navacchio-Calci

In località Navacchio si diramava la tratta per Calci che, a differenza del tronco principale, correva prevalentemente in sede propria, a testimonianza delle origini ferroviarie del progetto. Lungo 5,615 km, il tracciato era in leggera ascesa, ad eccezione delle livellette del 28 per mille per l'accesso al ponte sull'Arno; quest'ultimo, della lunghezza di 395 m, era promiscuo con l'allora scarso traffico stradale.
La stazione di Calci, con configurazione di testa, disponeva di impianti viaggiatori e merci nonché di una piccola rimessa per il ricovero dei veicoli. Caprona disponeva a sua volta di un fascio di 3 binari di cui uno a servizio del raccordo di 2 km con la cava di pietra sita in località Uliveto Terme. Quest'ultimo fu dismesso e smantellato nel 1941. All'estremità opposta del ponte rispetto a Caprona era sita la stazione di Zambra, dotata di semplice raddoppio di binario.

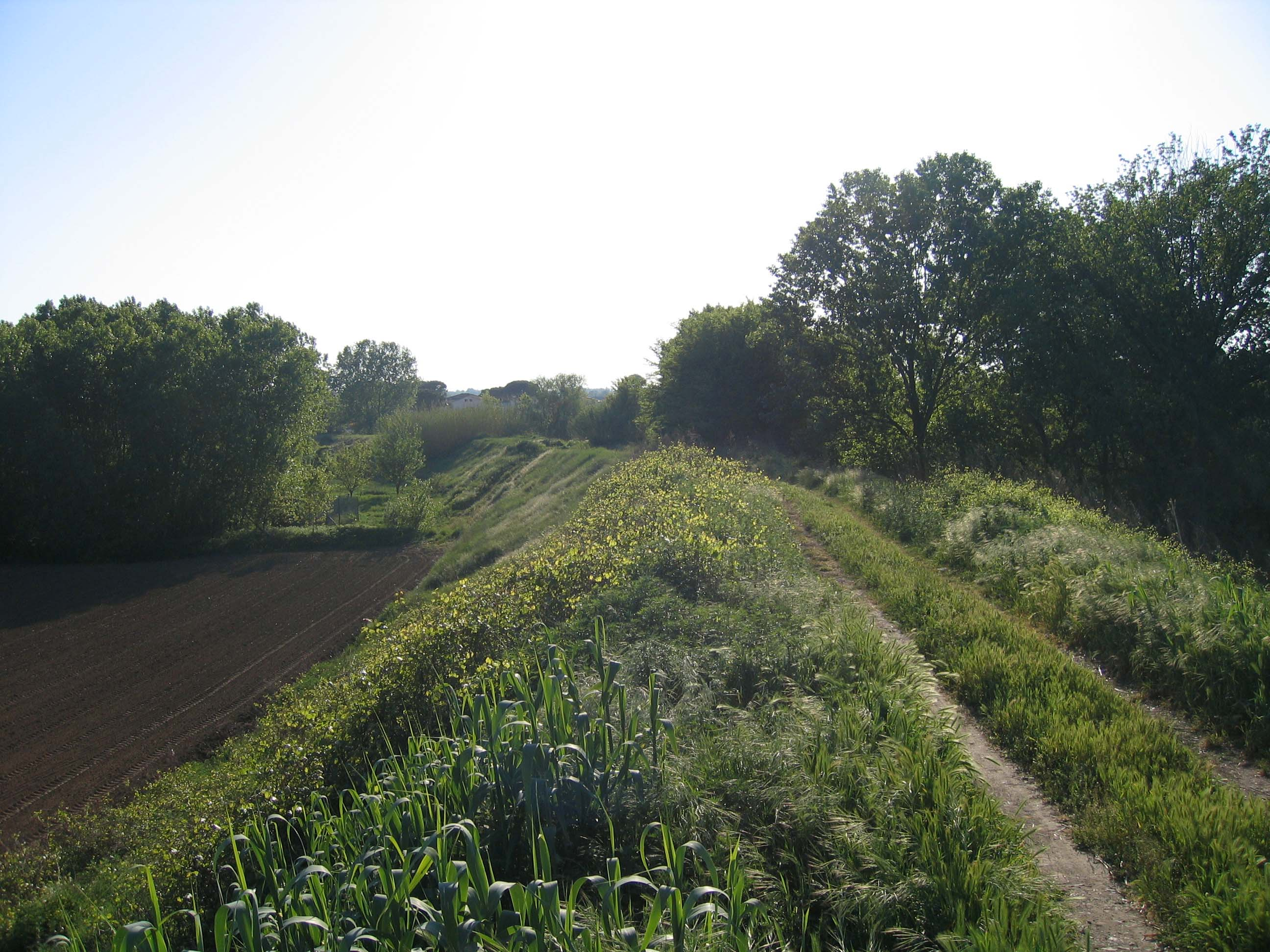
Piano inclinato che immetteva sul ponte di Zambra
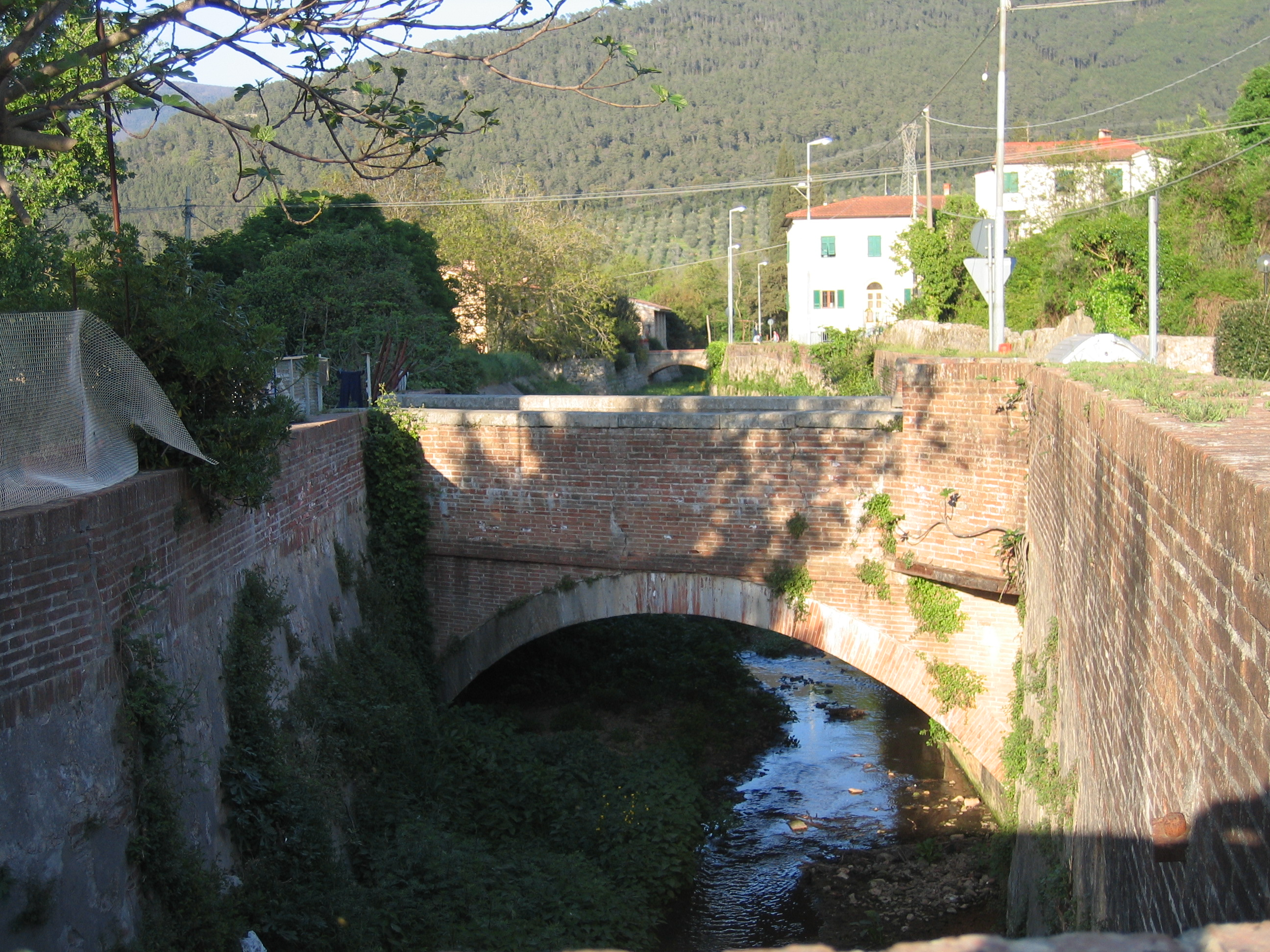
Un ponticello in muratura testimonia l'antica presenza della tranvia a Caprona
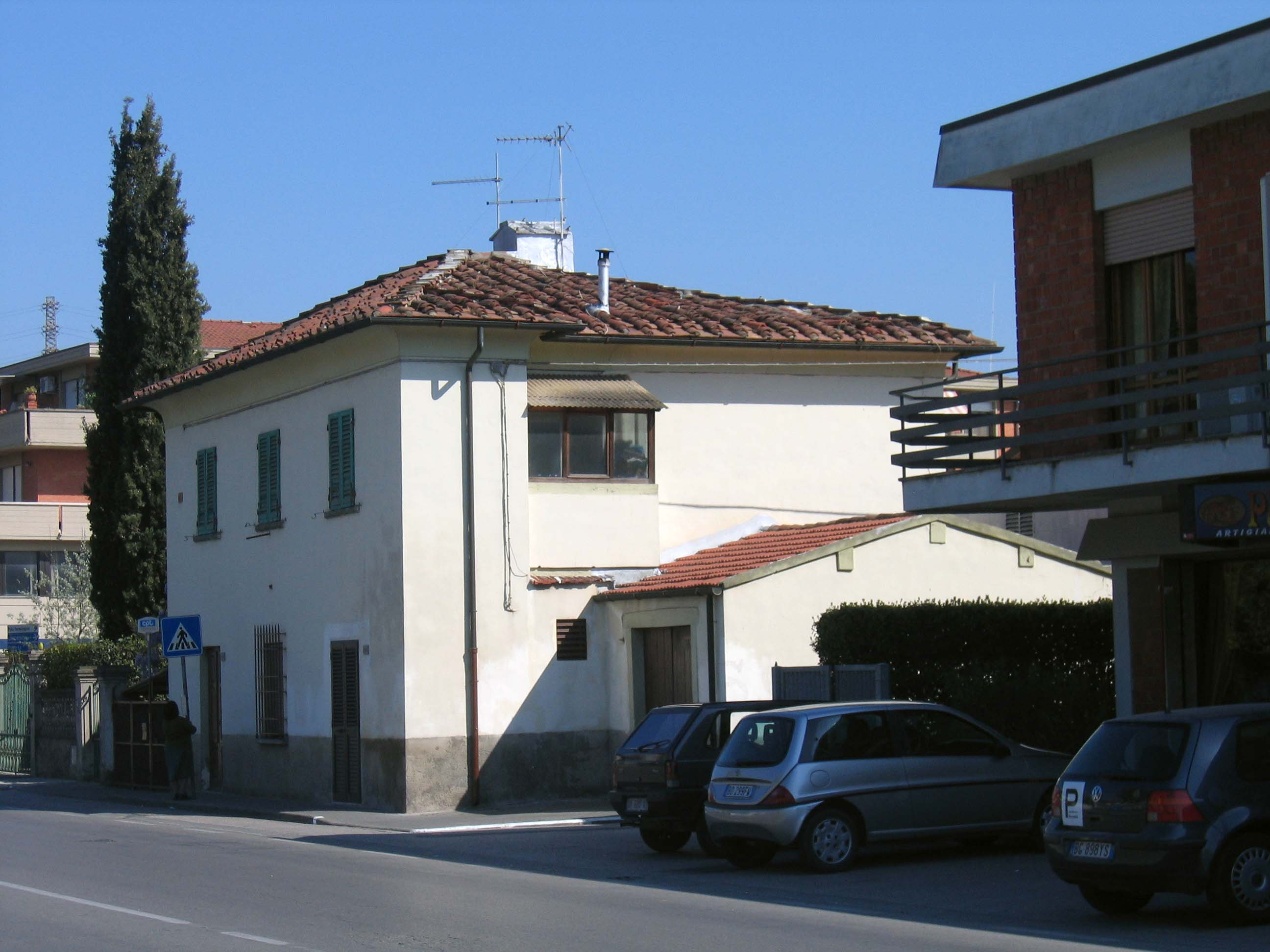
L'ex stazione di Navacchio

## Materiale rotabile
Il materiale motore delle tranvie Pisa-Marina di Pisa e Pisa-Pontedera/Calci era inizialmente costituito da un gruppo di 6 locomotive tranviarie a vapore da 106 kW ordinate appositamente ad Henschel di Kassel e battezzate, come d'uso ai tempi, ciascuna con un nome: in questo caso si trattava di personaggi della storia di Pisa. Una settima unità successivamente prestò servizio sulla Ferrovia Marmifera di Carrara. Notizie non certe portano a valutare la consistenza del parco locomotive, negli anni a cavallo fra i due secoli, a 10 unità.
Un'undicesima locomotiva, costruita per le Tranvie provinciali di Napoli e successivamente passata alle Ferrovie e Tramvie Vicentine (FTV), prestò in servizio sulle tranvie pisane negli anni venti. Le ultime locomotive a vapore in servizio furono demolite fra il 1953 e il 1957 ad eccezione della n. 3 Dante Alighieri; quest'ultima, immessa in servizio il 19 settembre 1883, fu ceduta alla tranvia Bologna-Pieve di Cento/Malalbergo (TBPM) ed in seguito, alla chiusura della stessa, prestò servizio presso uno zuccherificio per poi venire acquistata da un gruppo di privati bolognesi.
Nel 1924 il ministero competente per i Trasporti autorizzò una serie di prove su alcune ferrovie in concessione e tranvie italiane per acquisire dati di esercizio sull'uso di nuovi mezzi a propulsione elettrica. Per le linee tranviarie pisane fu decisa la sperimentazione di una locomotiva Diesel elettrica a due carrelli; dotata di motore Daimler-Benz e progettata appositamente per le linee secondarie, quest'ultima dimostrò tuttavia scarsi risultati a causa della tecnologia ancora arretrata dell'epoca
Nel 1932, anche a seguito del reiterato rifiuto da parte del Ministero delle Comunicazioni di elettrificare la linea, fu richiesta dalla parte della STEFET la possibilità di sperimentare un nuovo tipo di rotabile, un autobus su rotaia FIAT a due assi, con motore a benzina, progenitore delle attuali automotrici termiche. Il circolo ferroviario competente, tuttavia, non autorizzò tale sperimentazione.
Abbandonato definitivamente il progetto avanzato a più riprese di elettrificazione della linea come proseguimento della ferrovia Pisa-Tirrenia-Livorno, nel 1937 la SAIET attivò un piano di ammodernamento del parco con l'acquisto di 3 automotrici Fiat ALn 56, versione 035, che rappresentavano l'evoluzione rispetto alla ANz 601 (versione 018) acquisita nel 1935 per servizi di riserva sulla linea ferroviaria. Le 3 unità destinate alla tranvia, classificate ANz 602-604, erano equipaggiate per il comando multiplo e prive della ritirata in considerazione del servizio cui erano destinate. Tali automotrici, che riprendevano la linea aerodinamica delle ALn 556 FS, entrarono in servizio nel 1938 incrementando notevolmente la velocità ed il comfort di viaggio rispetto ai precedenti convogli a vapore. Lo schema di coloritura di tali rotabili era quello classico della SAIET, basato sul rosso amaranto per le fiancate e le carenature ed il bianco ghiaccio per la fascia dei finestrini, impreziosito inizialmente da una fascia nera in corrispondenza del coprigiunto orizzontale. L'imperiale era grigio perla opaco. Un'ulteriore automotrice, e immatricolata FTN AUTO 40.003 ex ALn 40 FS, fu noleggiata nel secondo dopoguerra dalla ferrovia Canavesana.
Le frequenti fermate con conseguenti accelerazioni tipiche dell'esercizio tranviario, tuttavia, indussero frequenti problemi di surriscaldamento ai motori soprattutto sulle unità che viaggiavano accoppiate. Sopravvissute pressoché indenni alla seconda guerra mondiale, le automotrici prestarono servizio fino alla chiusura della linea, per poi essere cedute alla Società Nazionale Ferrovie e Tranvie (SNFT) che, previe modifiche, le riclassificò An 48.221-223 e le utilizzò fino agli anni sessanta sulle proprie linee sociali.
La tranvia per Pontedera ospitò anche veicoli elettrici con trazione ad accumulatori. Nel 1927 il Tibb realizzò un'elettromotrice mediante l'opportuna trasformazione di una carrozza del 1909. Il servizio regolare con tale veicolo proseguì fino al 1939. In seguito furono acquisite due locomotive ad accumulatori, capaci di trainare treni di 90 t, equivalenti a 4 vetture a due assi.
Completavano la dotazione delle tranvie del parco numerose carrozze e carri merci di vario tipo.

### Materiale motore - prospetto di sintesi
| Unità                   | Anno di acquisizione | Costruttore | N. costruzione | Tipo                                  | Note                                     |
| ----------------------- | -------------------- | ----------- | -------------- | ------------------------------------- | ---------------------------------------- |
| 1 - Vittorio Emanuele   | 1883                 | Henschel    | 1684           | Locomotiva tranviaria a 2 assi        |                                          |
| 2 - Galileo Galilei     | 1883                 | Henschel    | 1685           | Locomotiva tranviaria a 2 assi        |                                          |
| 3 - Dante Alighieri     | 1883                 | Henschel    | 1868           | Locomotiva tranviaria a 2 assi        | Ancora esistente                         |
| 3 (II)                  | 1881                 | Krauss      | 986            | Locomotiva a 3 assi                   | Soprannominata Vicentina, ex FTV, ex TPN |
| 4 - Leonardo Fibonacci  | 1884                 | Henschel    | 1687           | Locomotiva tranviaria a 2 assi        |                                          |
| 5 - Alfredo Cappellini  | 1884                 | Henschel    | 1688           | Locomotiva tranviaria a 2 assi        |                                          |
| 6 - Camilla Del Lante   | 1884                 | Henschel    | 1689           | Locomotiva tranviaria a 2 assi        |                                          |
| 7 - Andrea da Pontedera | 1884                 | Henschel    | 1937           | Locomotiva a 2 assi                   |                                          |
| 8 - Marina              | 1905                 | Henschel    | 7219           | Locomotiva a 2 assi                   |                                          |
| 9 - Nicolò Pisano       | 1906                 | Henschel    | 7220           | Locomotiva a 2 assi                   |                                          |
| Nicolò Machiavelli      | 1885                 | Henschel    | 2038           | Locomotiva a 3 assi                   |                                          |
| 101÷102                 | 1929                 | Tibb        | 2464, 2465     | Locomotive elettriche ad accumulatori |                                          |
| 301 - Pisa              | 1926                 | STEFET      |                | Elettromotrice ad accumulatori        |                                          |
| ANz 601                 | 1936                 | FIAT        |                | Automotrice ALn 56 tipo 018           | Ceduta alla SEPSA                        |
| ANz 602÷604             | 1938                 | FIAT        |                | Automotrici ALn 556 tipo 035          | Cedute alla SNFT                         |